# Canoa

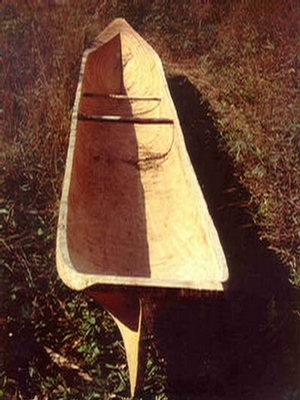
Canoa en El Nido, Filipinas.

Una canoa es un bote relativamente pequeño que se mueve con la fuerza humana. Las canoas son puntiagudas en ambos extremos y usualmente abiertas por la parte de arriba.
Se mueve por medio del uso de palas cuyo número depende del tamaño de la embarcación. Los paleadores se encuentran de cara a la dirección deseada, ya sea sentados en soportes sobre el casco o hincados directamente en ella. De esta manera palear una canoa se diferencia con el remo, ya que los remeros se encuentran de espalda a la dirección deseada. Las palas pueden ser de una sola hoja o de doble hoja.
Las canoas fueron desarrolladas por culturas de todo el mundo, incluidas algunas diseñadas para su uso con velas o batangas. Hasta mediados del siglo XIX, la canoa fue un importante medio de transporte para la exploración y el comercio, y en algunos lugares todavía se usa como tal, a veces con la adición de un motor fuera de borda. Donde la canoa desempeñó un papel clave en la historia, como el norte de Estados Unidos, Canadá y Nueva Zelanda, sigue siendo un tema importante en la cultura popular.
Las canoas son ahora ampliamente utilizadas para la competición y el placer, como carreras, aguas bravas, touring y camping, freestyle y recreación general. El piragüismo ha sido parte de los Juegos Olímpicos desde los 1936. El uso previsto de la canoa determina su casco, longitud y material de construcción. Históricamente, las canoas eran cayucos o estaban hechas de corteza sobre un marco de madera, pero los materiales de construcción evolucionaron a lienzo en un marco de madera, luego al aluminio. La mayoría de las canoas modernas están hechas de plástico moldeado o compuestos como fibra de vidrio o aquellos que incorporan kevlar, o grafito.

## Historia
Del arahuaco-taíno caná-oua, compuesto con canaa (cavar, vacía) y ueé (árbol) que significa barco de un palo.

### Cayucos

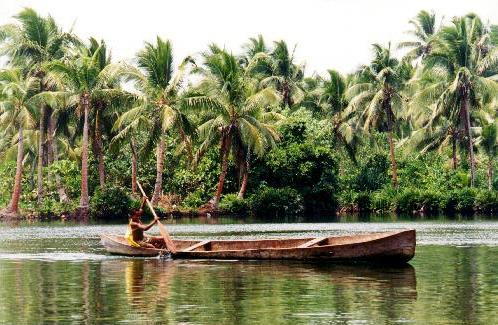
Cayuco de tipo piragua en las Islas Salomón

Muchos pueblos hicieron canoas, tallando una sola pieza de madera; ya sea un tronco completo, o una losa de tronco de árboles particularmente grandes.
Construida entre 8200 y 7600 a. C., y encontrada en los Países Bajos, la canoa Pesse puede ser la canoa más antigua conocida. Las excavaciones en Dinamarca revelan el uso de piraguas y remos durante el período de la Ertebølle (c. 5300–3950 a. C.).
Una de las canoas más antiguas del mundo es la canoa Dufuna en Nigeria. Es el barco más antiguo descubierto en África y, según diversas versiones, el segundo o el tercero más antiguo conocido en todo el mundo. La canoa se encuentra actualmente en Damaturu, la capital del Estado de Yobe.
Las canoas también han jugado un papel vital en la colonización del Caribe precolombino, ya que representaban la única posibilidad de llegar a las islas del Caribe desde la parte continental de América del Sur. Alrededor de 3500 a. C., antiguos grupos amerindios colonizaron las primeras islas del Caribe utilizando canoas de un solo casco. Solo se han encontrado unas pocas canoas caribeñas precolombinas.  Hay varias familias de árboles que podrían haberse utilizado para construir canoas caribeñas. Estos incluyen maderas de la familia caoba (Meliaceae) como la caoba cubana (Swietenia mahagoni), que puede alcanzar alturas de 30 a 35 m y el cedro rojo (Cedrela odorata), que puede alcanzar los 60 m de altura, así como el género ceiba (Malvacae), como Ceiba pentandra , que puede crecer hasta 60-70 m de altura. Es probable que estas canoas fueran construidas en una variedad de tamaños. Desde canoas de pesca, con capacidad para una o unas pocas personas, hasta canoas más grandes capaces de transportar hasta unas pocas docenas de personas que podrían haberse utilizado para llegar a las islas del Caribe desde el continente. Los informes de crónicas históricas afirman haber presenciado una canoa "que contenía de 40 a 50 Caribes [...] cuando salió a comerciar con un barco inglés visitante". Todavía hay mucha controversia sobre el uso de velas en las canoas del Caribe. Algunos arqueólogos dudan de que el transporte oceánico hubiera sido posible sin el uso de velas, ya que los vientos y las corrientes habrían desviado las canoas. Sin embargo, no se ha encontrado pruebas de una vela o una canoa caribeña que pudiera haber hecho uso de una vela. Además, ninguna fuente histórica menciona canoas caribeñas con velas. Una posibilidad podría ser que las canoas con velas se usaran inicialmente en el Caribe pero luego se abandonaran antes del contacto europeo. Sin embargo, esto parece poco probable, ya que el comercio a larga distancia continuó en el Caribe incluso después de la colonización prehistórica de las islas. Por lo tanto, es probable que los primeros colonos del Caribe hicieran uso de canoas sin velas.
Los grupos de nativos americanos de la costa norte del Pacífico fabricaron canoas en varios estilos para diferentes propósitos, de cedro rojo occidental (Thuja plicata) o cedro amarillo (Chamaecyparis nootkatensis), según disponibilidad. Se requerían diferentes estilos para los barcos de alta mar frente a los barcos fluviales, y para la caza de ballenas frente a la caza de focas frente a la pesca de salmones. Los Quinault del Estado de Washington construyeron canoas de punta de pala, con arcos dobles, para viajar por el río que podían deslizarse sobre un Atasco de troncos sin necesidad de ser portado. Los Kootenai de la provincia de Columbia Británica fabricaron canoas con punta de esturión de corteza de pino, diseñadas para ser estables en condiciones de viento en el lago Kootenay. En los últimos años, las Primeras Naciones en la Columbia Británica y el Estado de Washington han estado revitalizando la tradición de las canoas oceánicas. A partir de la década de 1980, los Heiltsuk y los Haida fueron los primeros líderes de este movimiento. El remo a la Expo 86 en Vancouver por los Heiltsuk, y el remo de 1989 a Seattle fueron ejemplos tempranos de esto. En 1993, un gran número de canoas remaron de arriba abajo de la costa hasta Bella Bella en su primer festival de canoas – 'Qatuwas. La revitalización continuó, y los viajes tribales comenzaron con viajes a varias comunidades realizados la mayoría de los años.
Los aborígenes australianos hicieron canoas con troncos de árboles ahuecados, así como con la corteza de los árboles. Los indígenas del Amazonas comúnmente usaban árboles Hymenaea (Fabaceae).

### Canoas de corteza

#### Australia
Algunos aborígenes australianos hicieron canoas de corteza. Solo se podían hacer con la corteza de ciertos árboles (generalmente goma roja o goma de caja) y durante el verano. Después de cortar el contorno del tamaño y la forma requeridos, se usó un palo de excavación para cortar la corteza hasta la madera dura, y luego se extrajo la corteza lentamente con numerosos palos más pequeños. La losa de corteza se mantenía en su lugar con ramas o cuerdas tejidas a mano y, después de separarla del árbol, se bajaba al suelo y se encendían pequeños fuegos en el interior de la corteza. Esto haría que la corteza se secara y se enroscara hacia arriba, después de lo cual los extremos podrían juntarse y coserse con cáñamo y taparse con barro. Luego se dejó madurar, con frecuentes aplicaciones de grasa animal y ocre. El árbol restante más tarde fue apodado un árbol de canoa por los europeos. Debido a la porosidad de la corteza, no duraban demasiado (alrededor de dos años), y se usaban principalmente para pescar o cruzar ríos o lagos en lugar de viajes largos. Por lo general, se propulsaban pateando con un palo largo. Otro tipo de canoa de corteza estaba hecha de un tipo de goma de stringybark conocida como Messmate stringybark (Eucalyptus obliqua), donde la corteza estaba plisada y atada en cada extremo, con un marco de travesaños y costillas. Este tipo se conocía como canoa de corteza plisada o atada. También se pueden coser tiras de corteza para hacer canoas más grandes, conocidas como canoas de corteza cosida.

## Diseño y construcción

### Materiales
- Algunas canoas primitivas eran construidas con madera, muchas veces mediante troncos de árbol perforados. Esta tecnología es aún practicada en algunas partes del mundo, especialmente por indígenas de América.
- Las canoas de madera modernas son típicamente construidas con costillas de madera por carpinteros artesanos. Tales canoas pueden ser muy funcionales, ligeras y resistentes, y son frecuentemente bellas obras de arte.
- Los amerindios utilizaban corteza de abedul y una mezcla de brea y savia de árbol en Norteamérica, lo que se convirtió en la forma estándar de transportar viajeros del comercio de pieles.
- Las canoas de madera y lona son fabricadas asegurando una corteza externa de lona a una armazón de madera.
- Las canoas de aluminio fueron popularizadas por la compañía Grunman en 1944, cuando la demanda de aeroplanos para la Segunda Guerra Mundial empezó a decaer. El aluminio permitió construcción de unidades más ligeras y resistentes que con la tecnología de entonces. Sin embargo, el aluminio es más denso que el agua, así que una canoa que se voltee se hundirá a menos que ambas terminaciones se encuentren rellenas de material de flotación.
- El Royalex es un material compuesto moderno que permite obtener un casco extremadamente flexible y duradero. Las canoas de Royalex son famosas por recuperar su forma después de haber sido enrolladas alrededor de un árbol con solo distorsiones menores.
- La Fibra de vidrio y el Kevlar también se utilizan para la construcción de canoas.

Dependiendo del uso de la canoa, cada uno de los tipos tiene sus ventajas. Por ejemplo, una canoa de lona es más frágil que una de aluminio, por tanto es menos apropiada para su uso en aguas turbias, pero es más silenciosa, y por tanto mejor para observar la fauna silvestre. Sin embargo, las canoas hechas con materiales naturales requieren mantenimiento frecuente y no son muy durables.

### Consideraciones en el diseño del casco
Las canoas con fondo redondo exhiben pobre resistencia a grados pequeños de inclinación, pero son difíciles de voltear (es decir, su estabilidad inicial es pobre, pero su estabilidad final es buena). Una canoa de fondo plano tiene una excelente estabilidad, pero si es inclinada hasta cierto punto, se vuelve inestable y se volteará. Los diseños de fondo redondo son capaces de pasar sobre obstáculos mucho más fácilmente, debido a una menor área de contacto con el obstáculo, aunque tienen mayor calado náutico.
Las quillas en las canoas incrementan la capacidad de seguir en línea recta con viento en popa, pero disminuyen la capacidad para virar rápidamente para evitar un obstáculo. Las canoas con fondo en forma de "V" tienen una saliente integrada en el casco similar a una quilla, lo cual incrementa la estabilidad inicial. Las quillas tienen beneficios cuando se navega a mar abierto con viento en popa, pero el aumento en calado asociado con esto no es deseable en la navegación en agua dulce.
Realmente, las quillas no ayudan a las canoas a navegar en línea recta. Las canoas son embarcaciones de dislocación. Sus cascos, moviéndose por el agua, son más grandes aún que las quillas, y tienen un efecto más considerable en la trayectoria de una canoa a través del agua. En canoas de aluminio, las quillas son artefactos de manufactura, donde las dos mitades del casco son unidas. En canoas de madera y lona, las quillas son tiras que protegen al bote de las rocas y al ser tiradas en la costa. Las canoas de plástico presentan quillas para endurecer al casco permitiendo al armazón tubular interno ser empujado con la suela de la canoa. La forma del casco, particularmente el grado de proa y popa, determinan que tan bien (o no) una canoa sigue el curso.
Las canoas con punta redonda son fáciles de maniobrar. Las canoas puntiagudas son un poco resistentes de virar y tienen más capacidad para seguir un curso. Las puntas altas no tienen más propósito que el de atrapar el viento.
Los cascos de las canoas son usualmente abiertas en la parte de arriba. Sin embargo, las canoas de eslalon son cerradas con una falda de aerosol, como muchos kayaks y surf skis .

### Diseños tradicionales por el mundo

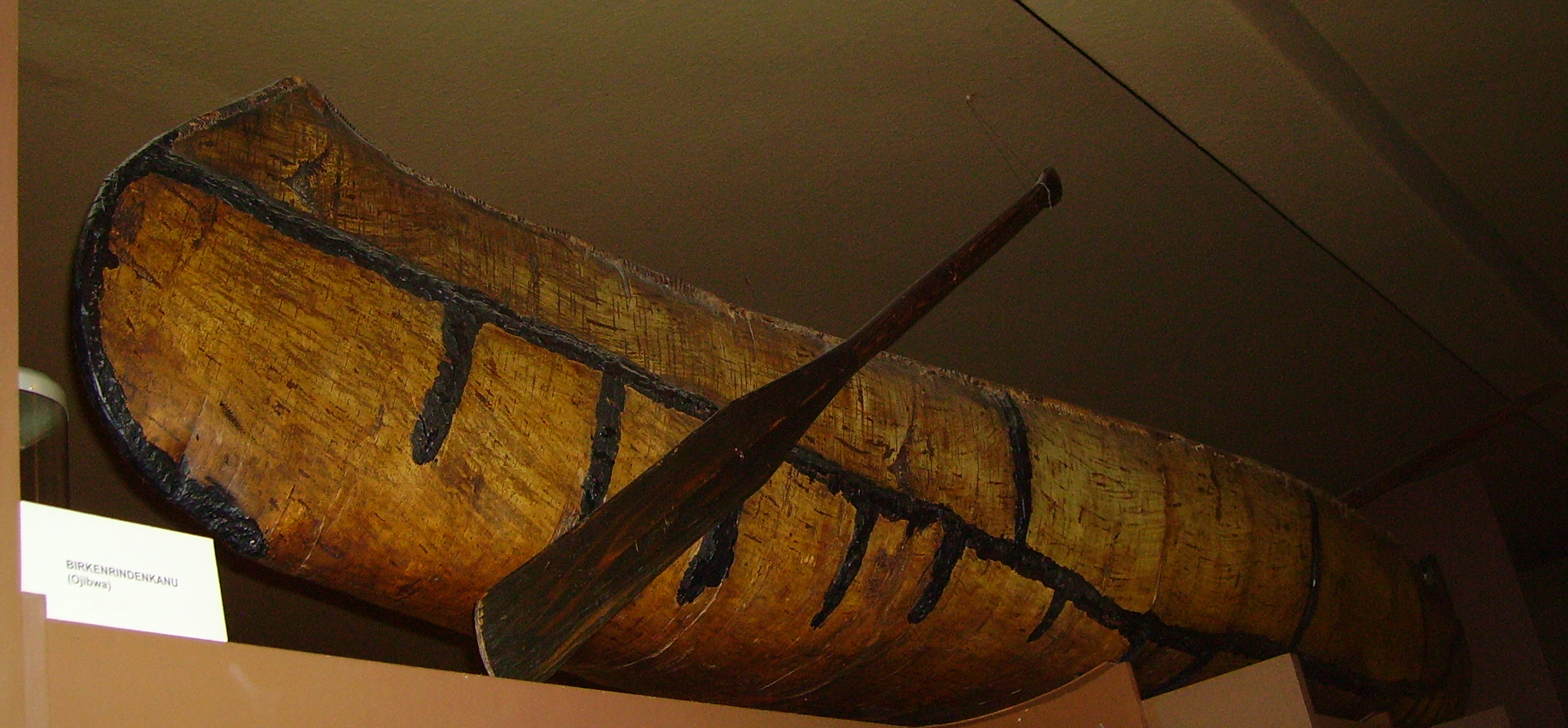
Canoa de corteza de abedul

Las primeras canoas en muchas partes del mundo fueron canoas atrincheradas, formadas de troncos huecos.
En las islas del Océano Pacífico, las canoas atrincheradas tienen mástiles laterales para incrementar la estabilidad en el océano. Estas canoas pueden ser muy grandes, y alguna vez fueron usadas para viajes a largas distancias. En Hawái, las canoas son tradicionalmente manufacturadas con troncos de acacia koa. Típicamente llevan una tripulación de seis personas; un naviero y cinco paleadores.
En las regiones templadas de Norteamérica, las canoas son tradicionalmente fabricadas con una armazón de madera de corteza de abedul con resina para hacerlas resistentes al agua. Más tarde, fueron fabricadas de una armazón, costillas y otras partes de madera (asientos, etc.) y cascos con lona con el tamaño adecuado y pintada para obtener suavidad y protección contra el agua.

### Partes de una canoa
1. Proa
2. Popa
3. Casco
4. Asientos
5. Un mástil horizontal cerca de la parte superior del casco.
6. Regala (la parte superior del borde del casco)
7. Compartimiento que contiene una espuma de bloqueo (para prevenir que la canoa se voltee)

## Véase también

Canoa a través del río Canjambari, 1973, Guinea-Bisáu.